# Teston (Kent)
Teston – wieś i civil parish w Anglii, w Kent, w dystrykcie Maidstone. W 2011 civil parish liczyła 637 mieszkańców. Teston jest wspomniana w Domesday Book (1086) jako Testan.